# 中華台北女子冰球代表隊
中華台北女子冰球代表隊是台灣的國際冰球女子代表隊。隊伍由中華民國冰球協會（Chinese Taipei Ice Hockey Federation）管理，是国际冰球联合会會員。該隊從2014年起開始參加亞洲挑戰盃冰球錦標賽與至今並贏得兩次比賽。

## 國際賽成績

### 世界錦標賽
- 2017 – 第33名 (IIB資格賽第一名,升級IIB)
- 2018 – 第29名 (IIB第二名)
- 2019 – 第29名 (IIA資格賽第一名,升級IIA)
- 2020 – 因新冠肺炎COVID-19取消
- 2021 – 因新冠肺炎COVID-19取消
- 2022 – 第25名 (IIA第四名)
- 2023 – 第26名 (IIA第四名)
- 2024 – 第26名 (IIA第四名)
- 2025 – 第26名 (IIA第四名)

### 亞洲冬季運動會女子冰球
- 2025 - 第五名

### 亞洲女子挑戰盃
- 2015 – 第一名
- 2016 – 第一名
- 2019 – 第二名

## 外部連結
- Chinese Taipei Ice Hockey Federation （繁體中文）
- IIHF profile（页面存档备份，存于）